# Gela Dschambulatowitsch Sassejew
Gela Dschambulatowitsch Sassejew (russisch Гела Джамбулатович Засеев; * 20. Mai 1993 in der Oblast Moskau) ist ein russischer Fußballspieler.

## Karriere

### Verein
Sassejew begann seine Karriere bei ZSKA Moskau. Im September 2012 stand er im Cup gegen Tom Tomsk erstmals im Profikader ZSKAs, für die Profis sollte er jedoch nie zum Einsatz kommen. Im Juli 2013 wechselte er zum Zweitligisten Alanija Wladikawkas. Sein Debüt in der Perwenstwo FNL gab er im August 2013 gegen Rotor Wolgograd. Sassejew absolvierte fünf Partien für Alanija, ehe der Verein im Januar 2014 insolvent war und kurz darauf aufgelöst wurde. Daher musste er den Verein verlassen, woraufhin er sich im Februar 2014 dem Drittligisten Strogino Moskau anschloss. Für Strogino kam er bis Saisonende zu sieben Einsätzen in der Perwenstwo PFL. Nachdem er in der Hinrunde der Saison 2014/15 nur einmal zum Einsatz gekommen war, verließ er die Moskauer im Februar 2015.
Nach einem Jahr ohne Klub wechselte der Mittelfeldspieler im Februar 2016 zum ebenfalls drittklassigen Domodedowo Moskau. Für Domedowo absolvierte er bis zum Ende der Saison 2015/16 neun Drittligapartien. Zur Saison 2016/17 wechselte Sassejew zum Zweitligisten Baltika Kaliningrad. In Kaliningrad kam er jedoch nur einmal in der Perwenstwo FNL zum Einsatz. Daraufhin verließ er den Verein in der Winterpause wieder. Nach über zweieinhalb Jahren ohne Klub kehrte er im September 2019 zu Strogino zurück. Nach vier Drittligaeinsätzen für die Moskauer schloss er sich im Februar 2020 dem Zweitligisten FK Chimki an, bei dem er auch für die drittklassige Zweitmannschaft spielen sollte. Für Chimki kam er bis zum Saisonabbruch nicht mehr zum Einsatz, nach Saisonende stieg er mit dem Verein in die Premjer-Liga auf. Nach dem Aufstieg debütierte er im August 2020 gegen Arsenal Tula in der höchsten russischen Spielklasse. Dies blieb sein einziger Erstligaeinsatz für die Profis, für die Reserve kam er zu 17 Drittligaeinsätzen. Nach der Saison 2020/21 verließ er Chimki.

### Nationalmannschaft
Sassejew spielte 2010 mehrmals für die russische U-18-Auswahl. 2014 kam er zweimal für das U-21-Team zum Einsatz.